# Маан-Рош
Маан-Рош (фр. Maen Roch) — муніципалітет у Франції, у регіоні Бретань, департамент Іль і Вілен. Маан-Рош утворено 1 січня 2017 року шляхом злиття муніципалітетів Сен-Брис-ан-Когле i Сент-Етьєнн-ан-Когле. Адміністративним центром муніципалітету є Сен-Брис-ан-Когле. Населення — 5097 осіб (01.01.2021).